# Городищенська сільська рада (Козівський район)
Городи́щенська сільська́ ра́да — адміністративно-територіальна одиниця та орган місцевого самоврядування в Козівському районі Тернопільської області. Адміністративний центр — село Городище.

## Загальні відомості
- Територія ради: 0,24 км²
- Населення ради: 1 155 осіб (станом на 2001 рік)
- Територією ради протікає річка Восушка

## Населені пункти
Сільській раді були підпорядковані населені пункти:
- с. Городище
- с. Горби
- с. Млинці

## Склад ради
Рада складалася з 16 депутатів та голови.
- Голова ради: Дацок Богдан Мирославович
- Секретар ради: Кучерява Галина Ігорівна

### Керівний склад попередніх скликань
| Прізвище, ім'я, по батькові | Основні відомості                                                 | Дата обрання | Дата звільнення |
| --------------------------- | ----------------------------------------------------------------- | ------------ | --------------- |
| Войчак Ігор Степанович      | Сільський голова, 1963 року народження, безпартійний              | 26.03.2006   | 01.02.2008      |
| Дацок Богдан Мирославович   | Сільський голова, 1970 року народження, освіта вища, безпартійний | 01.06.2008   | 31.10.2010      |
| Дацок Богдан Мирославович   | Сільський голова, 1970 року народження, освіта вища, безпартійний | 31.10.2010   |                 |

Примітка: таблиця складена за даними сайту Верховної Ради України

### Депутати
За результатами місцевих виборів 2010 року депутатами ради стали:

#### За суб'єктами висування
| Суб'єкт висування | Кількість обраних депутатів | %   |
| ----------------- | --------------------------- | --- |
| Самовисування     | 16                          | 100 |

#### За округами
| № округу | Прізвище, ім'я, по батькові       | Дата визнання обраним | Освіта             | Партійна приналежність | Відомості про обраного депутата       |
| -------- | --------------------------------- | --------------------- | ------------------ | ---------------------- | ------------------------------------- |
| 1        | Кривокульський Володимир Ігорович | 01.11.2010            | середня спеціальна | позапартійний          | тимчасово не працює                   |
| 2        | Чернявський Андрій Іванович       | 01.11.2010            | середня спеціальна | позапартійний          | тимчасово не працює                   |
| 3        | Богдан Ярослав Олегович           | 29.10.2012            | вища               | позапартійний          | тимчасово не працює                   |
| 4        | Горпиняк Богдан Васильович        | 29.10.2012            | середня            | позапартійний          | студент                               |
| 5        | Мудрий Олег Богданович            | 01.11.2010            | середня            | позапартійний          | приватний підприємець, шофер          |
| 6        | Кучерява Галина Ігорівна          | 01.11.2010            | середня спеціальна | позапартійна           | С. Городище, сільська рада, секретар  |
| 7        | Дацків Володимир Олегович         | 01.11.2010            | вища               | позапартійний          | тимчасово не працює                   |
| 8        | Сушко Михайло Миколайович         | 01.11.2010            | середня            | позапартійний          | тимчасово не працює                   |
| 9        | Куцан Володимир Романович         | 01.11.2010            | середня спеціальна | позапартійний          | тимчасово не працює                   |
| 10       | Дашкевич Руслан Іванович          | 01.11.2010            | середня            | позапартійний          | тимчасово не працює                   |
| 11       | Дрозд Галина Любомирівна          | 01.11.2010            | середня спеціальна | позапартійна           | С. Городище, сільська рада, бухгалтер |
| 12       | Виклюк Павло Володимирович        | 01.11.2010            | середня            | позапартійний          | С. Городище, клуб, зав. клубом        |
| 13       | Татарин Іван Васильович           | 01.11.2010            | середня            | позапартійний          | С. Слобідка, ПП «Анталіс», столяр     |
| 14       | Довгалюк Вадим Васильович         | 01.11.2010            | середня            | позапартійний          | М. Тернопіль, бар «Тропік», бармен    |
| 15       | Шимків Василь Васильович          | 01.11.2010            | середня спеціальна | позапартійний          | ТзОВ «Слава» с. Слобідка, електрик    |
| 16       | Лаба Назарій Володимирович        | 27.07.2014            | середня            | позапартійний          | тимчасово не працює                   |